# De apekermis
De apekermis is het zesenzestigste stripverhaal uit de reeks van Suske en Wiske. Het is geschreven en deels ook getekend door Willy Vandersteen. Het werd gepubliceerd in De Standaard en Het Nieuwsblad van 2 juni 1965 tot en met 9 oktober 1965. 
De eerste albumuitgave was in 1965, als tiende deel in de gezamenlijke tweekleurenreeks met nummer 61. In 1967 verscheen het verhaal in de Vierkleurenreeks met albumnummer 77. De oorspronkelijke versie kwam in 1999 nog eens uit in Suske en Wiske Klassiek.

## Locaties
- België, sandwichbar, dierentuin, huis van professor Barabas met gewelf in kelder, villa in Oostknoktende[1], Noord-Ierland, basis in Monaco

## Personages
- Suske, Wiske met Schanulleke, tante Sidonia, Lambik (00 grote 7), Jerom, professor Barabas, serveerster, agenten, bewaker dierentuin, Go Rilla, apen, vijfde colonne, veiligheidsdienst, bavianen (financiën), orang-oetans (leger), baboonapen (cultuur), brulapen

## Uitvindingen
- De IJzeren Schelvis,[2] camera in ring, oorbellen met nitroglycerine, balschoentjes met straalaandrijving, armband met zender, poederdoos met luisterapparaat, kwast met verdovend poeder, handschoen-ladder met dynamiet gevulde vingerschoenen, aansteker met vlammenwerper, rubberboot met luchtkussen, half gesteven kogelvrij overhemd dat gebruikt kan worden als slaapgasgranaatwerper, pistool met slaapverwekker, schoen met injectienaald bestuurd door strikje, broek voor het nemen van hindernissen, kinderwagentank, zuigfles voor rookgordijn, regenscherm met straalaandrijving.

## Het verhaal
Op onverklaarbare wijze is het enorm warm op aarde. Suske en Wiske komen Lambik tegen in de stad en ze gaan naar de dierentuin. Wiskes radio wordt door een aap afgepakt en Lambik gaat de kooi in om de radio terug te halen. Lambik geeft de radio terug en is intussen erg geschrokken. Tante Sidonia hoort op de radio dat het observatorium de toenemende hitte wijt aan een meteoor die de aarde nadert. 
Professor Barabas waarschuwt voor ernstige gevolgen omdat de meteoor enige tijd rond de aarde zal draaien. In de krant lezen de vrienden dat professor Barabas is verdwenen uit zijn woning en de vrienden gaan naar het huis van Lambik en Jerom. Lambik rijdt net de stad in en hij gaat met Jerom snel weg als de vrienden hem vinden. Als tante Sidonia de wagen opnieuw vindt, blijken er twee apen in te zitten. Suske en Wiske volgen de apen en klimmen over het hek van de dierentuin. Ze komen in het hok en Wiske wordt door een aap in een boom getrokken, het blijkt een vermomde Lambik te zijn. Suske stormt binnen en hoort van Lambik dat de aap die de radio van Wiske afpakte professor Barabas is. De professor bestudeert de apen en de meteoor zorgt ervoor dat de apen verstandig worden, er zijn al apen die kunnen spreken. De apen zijn al ontsnapt uit hun hokken en zijn erg gevaarlijk, ze bereiden een machtsgreep voor. Lambik en Jerom gaan met een zender naar de vergadering van de oudste apen, die zich de grote Zeven noemen. De meteoor zal stralen uitzenden waardoor de mensen stilstand in de hersenen oplopen. Op de radio is het bericht dat de meteoor in een baan om de aarde cirkelt, maar dan ontdekt een aap dat ze met acht zijn. Lambik wordt ontdekt en kan met hulp van Jerom ontkomen, ze worden gevolgd door de mobiele brigade en kunnen zich in het huis van professor Barabas verschansen. De bevolking wordt bestraald en doet routinematig de dagelijkse dingen. De aap Go Rilla wil de macht overnemen, en benoemt apen in sleutelfuncties (ministers, generaals, etc.). Go Rilla beheerst niet alleen België maar heel Europa en wil een frisse wereldoorlog beginnen: alle apen zijn weliswaar broeders maar de Chinese, Amerikaanse en Russische broeders zullen grondstoffen niet broederlijk wensen te delen. Het huis wordt door tanks omsingeld en Jerom wordt aan een computer aangesloten om deze meer kracht te geven. Professor Barabas ontdekt dat ze onder water veilig zijn voor de straling.
Professor Barabas heeft de bathyscaaf de ijzeren schelvis in een gewelf in de kelder liggen en de vrienden brengen de voorraden aan boord. Wiske rent het huis in om Schanulleke te halen, als ze in de kelder komt duikt de ijzeren schelvis net onder water. Jerom is boven gebleven en redt Wiske van de apen. Go Rilla houdt een toespraak op tv en de vrienden worden gezocht. Jerom en Lambik ruimen mijnen en een boot van de apen wordt vernietigd, ze kunnen nog net aan dieptebommen die uit vliegtuigen gegooid worden ontkomen. De bathyscaaf komt bij Noord-Ierland en Lambik en Jerom redden een aapje en haar moeder. Jerom hoort van de moeder dat de meteoor zich van de aarde heeft verwijderd, er is geen gevaar meer maar de gevolgen blijven. De ouders zijn dankbaar als het dochtertje aan land wordt gebracht en de vrienden zien op tv dat Go Rilla een oorlog wil beginnen, het leger krijgt enorm veel geld. Lambik besluit als agent 00 grote 7 te werkt te gaan nadat hij een boek van James Bond vindt. Wiske bewerkt tante Sidonia en professor Barabas maakt attributen voor de strijd en tante Sidonia infiltreert op het bal. Ze danst met Go Rilla en kan de vergadering afluisteren, maar dan wordt ze ontdekt door de schildwacht. Go Rilla wil een satelliet met een zuurstofbom in omloop brengen vanuit een raketbasis in Monaco. Tante Sidonia kan ontkomen en Suske en Wiske gaan met een rubberboot met luchtkussens naar tante Sidonia. Ze komen bij een versperring en kunnen ontkomen, maar de wagen raakt zwaar beschadigd. Missie geslaagd. De vrienden komen aan boord van de ijzeren schelvis en besluiten de raketbasis te vernietigen. 
Jerom en Lambik gaan met een kinderwagentank naar Monaco en kunnen met behulp van slaapgasgranaten de apen verslaan. Ze betreden de verboden zone en na enkele gevechten te hebben geleverd komen ze aan bij de tunnel. Jerom en Lambik stormen de raketbasis binnen, maar als Jerom Go Rilla wil aanvallen blijkt deze Lambik onder schot te houden. Suske en Wiske gaan met een vliegend regenscherm naar de raketbasis en voorkomen dat Go Rilla de raket afschiet, waarna hij kan worden vastgebonden. Jerom en Lambik worden bevrijd, ze waren onder de raket vastgebonden. Suske en Wiske klimmen in de raket, maar Lambik ontkurkt een wijnfles om de overwinning te vieren, de kurk raakt de lanceerknop, en de raket komt in een baan rond de aarde. Tante Sidonia en professor Barabas gaan met regenschermen naar de raketbasis en ontdekken dat de raket verdwenen is, ze krijgen contact met Suske en Wiske via het scherm. De raket maakt zich los van de raket en Suske en Wiske staan voor een dilemma: als ze de bom loskoppelen zal deze neerkomen op een doelwit dat Go Rilla heeft bepaald, maar doen ze het niet dan kunnen ze niet landen en zullen ze sterven. Ze zien de meteoor vlakbij en besluiten hem te vernietigen zodat de effecten verdwijnen. Daarvoor moet iemand zich opofferen om de bom naar de meteoor te geleiden.
Suske, die weet dat Wiske niet accepteert dat hij zich opoffert, slaat haar bewusteloos en gaat de capsule uit. Hij vliegt naar de bom en door zijn straalaandrijving gaat hij richting de meteoor, die even later ontploft. De bestraalde mensen krijgen hun bezinning terug en de apen verliezen hun intelligentie. De vrienden gaan met een rubberboot de zee op en vinden de capsule. Suske en Wiske komen het luik uit en de vrienden horen dat Suske de straalaandrijving aan de bom bond, zichzelf loskoppelde, en hulpeloos in de ruimte zweefde. Wiske kwam bij en vond Suske met de capsule. De vrienden gaan samen terug naar huis.

## Achtergronden bij het verhaal
- Dit verhaal is duidelijk geïnspireerd op de James Bond-films en waarschijnlijk heeft Vandersteen zijn inspiratie ook uit de roman La Planète des singes van Pierre Boulle gehaald. Planet of the Apes, en de daarop volgende films die pas in 1968 en daarna uitkwamen kunnen niet de bron zijn geweest.[3]
- Lambik noemt zich "00 grote 7" naar het personage James Bond (Agent 007) in de boeken van Ian Fleming en de gelijknamige films. Sidonia noemt zich Sidonia Lorhen, naar Sophia Loren.
- Willy Vandersteen heeft twee cameo's in dit verhaal, namelijk als kelner op de cover en als cafébezoeker in strook 41.
- In strook 81 houdt Go Rilla een toespraak op tv. Iemand in een café merkt op: "Theo ziet er goed uit, hè?", een allusie op toenmalig Belgisch premier Théo Lefèvre.
- In dit verhaal wordt Monaco voor het eerst bezocht. De bronzen sleutel (1950), een verhaal dat oorspronkelijk verscheen in de blauwe reeks, speelde zich af in het fictieve land Mocano, duidelijk een toespeling op het echte prinsdom.
- Het begin van het verhaal vertoont overeenkomsten met het begin van De geheimzinnige ster, een verhaal van Hergé uit 1942.